# Saburrale
Saburrale est un terme qualifiant la langue lorsqu'elle est recouverte d'un enduit blanchâtre et épais provoqué par l’arrêt de la desquamation de ses cellules superficielles. En sémiologie, le caractère saburrale n'a pas de valeur pathognomonique d'une quelconque affection, mais c'est un argument pour le diagnostic d'affections chirurgicales abdominales avec la célèbre appendicite dont le diagnostic reste encore de nos jours malaisé. La langue saburrale peut être un signe clinique de la fièvre typhoïde ou de la scarlatine. Le mécanisme physiopathologique de ce caractère saburrale est imparfaitement connu, mais la première description de ce signe clinique remonte aux grecs.